# Storm Coaster
Storm Coaster in Sea World (Surfers Paradise, Queensland, Australien) ist eine stählerne Wasserachterbahn des Herstellers Mack Rides, die am 2. Dezember 2013 eröffnet wurde. Sie ist baugleich mit der Skatteøen im dänischen Djurs Sommerland, verfügt darüber hinaus allerdings über einen Dark-Ride-Teil.
Die 422 m lange Strecke erreicht eine Höhe von 28 m.